# Деннингс, Кэт
Кэт Де́ннингс (англ. Kat Dennings, урожд. Кэтрин Литвак (англ. Katherine Litwack), род. 13 июня 1986, Брин-Мар, округ Делавэр, Пенсильвания, США) — американская актриса.

## Биография
Кэтрин младшая из пяти детей в семье молекулярного биолога Джеральда Джей Деннингса и поэтессы и логопеда Элли Джудит Литвак. Её семья еврейского происхождения. Обучалась девочка на дому. Школьный курс она закончила рано, в четырнадцать лет. Вместе с семьёй в 2002 году она перебралась в Лос-Анджелес дабы получить возможность профессионально заняться актёрским ремеслом. Идея Кэт у родителей не встретила поддержки поначалу — профессия актрисы не казалась им чем-то достаточно серьёзным.
Выступать Кэтрин начала ещё ребёнком — у неё был ряд ролей в рекламных проектах, в том числе — в рекламе картофельных чипсов. В 2000 году она впервые получила более крупную роль — на кабельном канале HBO, в проекте «Секс в большом городе». Затем сыграла роль дочери Боба Сейджета в недолговечном проекте «Подрастающий отец»; далее последовали роли в телесериалах «Без следа» и «Клава, давай!». В 2004 году Кэтрин сыграла в картине «Суперзвезда», а в 2005 году получила роль в фильме «Сорокалетний девственник». В 2005 и 2006 годах у неё были эпизодические роли в сериале «Скорая помощь»; в дальнейшем она играла в «C.S.I.: Место преступления Нью-Йорк» и в комедии 2006 года «Дом большой мамочки 2» с Мартином Лоуренсом.
В 2008 году Деннингс сыграла главную роль в картине «Проделки в колледже» — истории о богатом подростке, вынужденном учиться в обычной общеобразовательной школе. Затем последовали роли в фильмах «Мальчикам это нравится» с Анной Фэрис и «Будь моим парнем на пять минут» с Майклом Сера. За последнюю картину Кэт была номинирована на премию «Спутник» в категории «Лучшая женская роль в кинофильме». В 2009 году Деннингс сыграла в «Человек, который всё знал» — истории о популярном писателе, чьи манифесты стали буквально новой Библией. В том же году она получила роль в мрачноватом детском фильме Роберта Родригеса «Камень желаний». Деннингс также снялась в фильме «ЗащитнеГ» и в романтической комедии «Liars (A-E)».
С 2011 по 2017 год снималась в сериале «Две девицы на мели», исполняя в нём одну из главных ролей, Макс Блэк, колкую, знающую жизнь девушку — официантку.

## Личная жизнь
С 2011 по 2014 год Деннингс встречалась с партнёром по сериалу «Две девицы на мели» Ником Зано. С 2014 по 2016 год она встречалась с певцом Джошем Гробаном.
В начале 2021 года Деннингс познакомилась с музыкантом Andrew W.K. в Лос-Анджелесе и вскоре они начали встречаться. 13 мая того же года пара объявила о помолвке, а 27 ноября 2023 года они поженились в своём доме в Лос-Анджелесе.

## Избранная фильмография

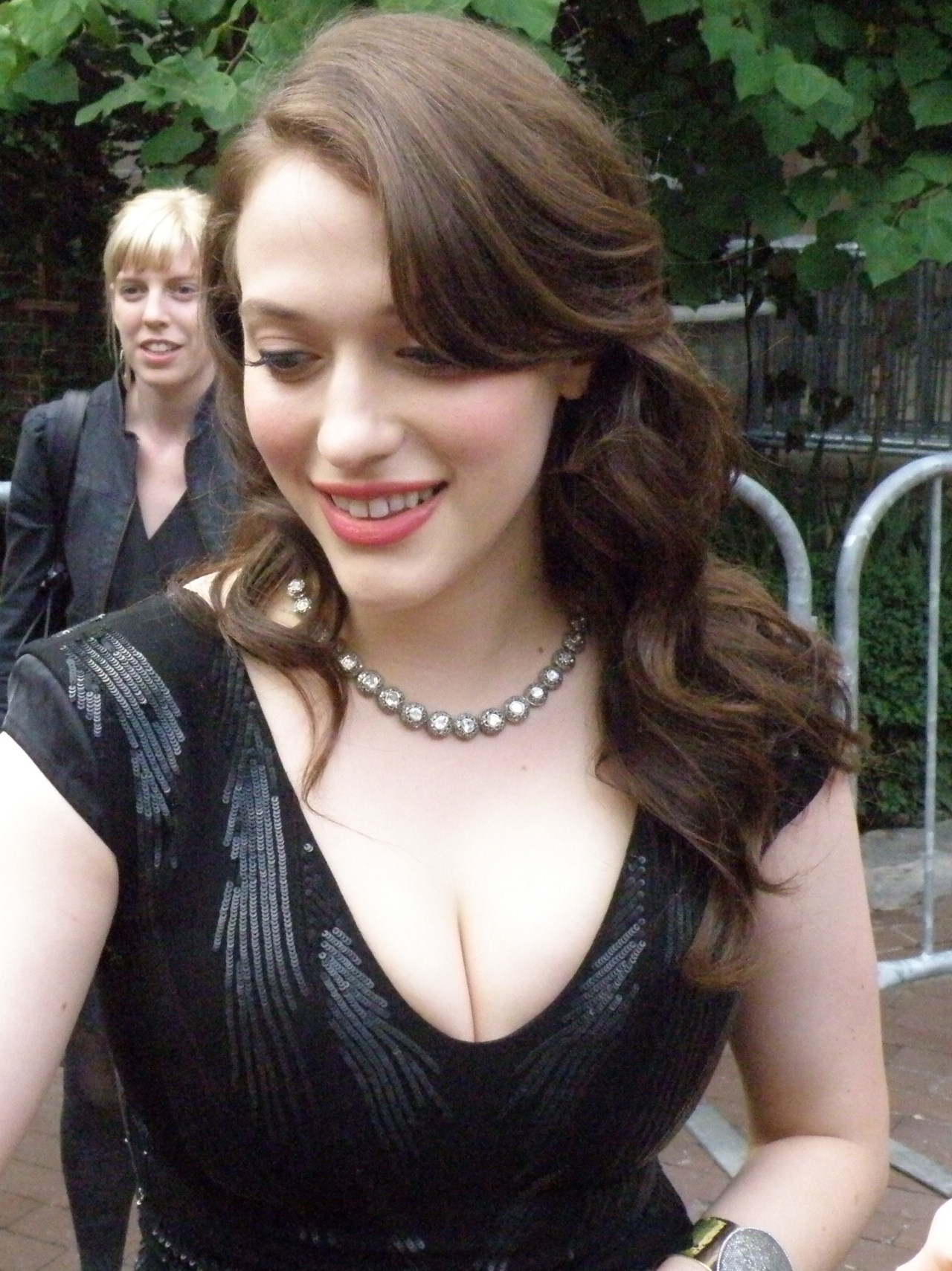
Деннингс на показе фильма «Нация мечтателей» в Райерсоновский театр, 2010 год

| Год       |    | Русское название                    | Оригинальное название              | Роль                      |
| --------- | -- | ----------------------------------- | ---------------------------------- | ------------------------- |
| 2000      | с  | Секс в большом городе               | Sex and the City                   | Дженни Брайер             |
| 2001—2002 | с  | Подрастающий отец                   | Raising Dad                        | Сара Стюарт               |
| 2002      | тф | Призрачная команда                  | The Scream Team                    | Клэр Карлайл              |
| 2003      | с  | Без следа                           | Without a Trace                    | Дженнифер Нортон          |
| 2003      | с  | Клава, давай!                       | Less Than Perfect                  | Кейтлин                   |
| 2003      | тф | Снобы                               | The Snobs                          | Изабель                   |
| 2004      | с  | C.S.I.: Место преступления          | CSI: Crime Scene Investigation     | Мисси Уилсон              |
| 2004      | ф  | Суперзвезда                         | Raise Your Voice                   | Слоан                     |
| 2004      | тф | Сэдбери                             | Sudbury                            | Антония Оуэнс             |
| 2005      | ф  | Это случилось в долине              | Down in the Valley                 | Эйприл                    |
| 2005      | с  | Клубная раздевалка                  | Clubhouse                          | Анджела                   |
| 2005      | ф  | Сорокалетний девственник            | The 40 Year Old Virgin             | Марла                     |
| 2005      | ф  | Лондон                              | London                             | Лилли                     |
| 2005      | с  | C.S.I.: Место преступления Нью-Йорк | CSI: NY                            | Сара Эндекотт             |
| 2005—2006 | с  | Скорая помощь                       | ER                                 | Зои Батлер                |
| 2006      | ф  | Дом большой мамочки 2               | Big Momma’s House 2                | Молли                     |
| 2007      | ф  | Проделки в колледже                 | Charlie Bartlett                   | Сьюзан Гарднер            |
| 2008      | ф  | Мальчикам это нравится              | The House Bunny                    | Мона                      |
| 2008      | ф  | Будь моим парнем на пять минут      | Nick and Norah’s Infinite Playlist | Нора                      |
| 2008      | ф  | Камень желаний                      | Shorts                             | Стейси Томпсон            |
| 2009      | ф  | Человек, который всё знал           | Arlen Faber                        | Делия                     |
| 2009      | ф  | ЗащитнеГ                            | Defendor                           | Кэт Деброфкович           |
| 2009—2010 | мс | Американский папаша!                | American Dad!                      | присяжная / Танкерей      |
| 2010      | ф  | Нация мечтателей                    | Daydream Nation                    | Кэролайн Уэкслер          |
| 2011      | ф  | Тор                                 | Thor                               | Дарси Льюис               |
| 2011—2017 | с  | Две девицы на мели                  | 2 Broke Girls                      | Максин «Макс» Джордж Блэк |
| 2012      | ф  | Написать любовь на её руках         | To Write Love on Her Arms          | Рене Йохе                 |
| 2012      | мс | Робоцып                             | Robot Chicken                      | разные персонажи          |
| 2013      | ф  | Тор 2: Царство тьмы                 | Thor: The Dark World               | Дарси Льюис               |
| 2014      | ф  | Пригородная готика                  | Suburban Gothic                    | Бекка                     |
| 2014      | с  | Новости                             | The Newsroom                       | Блэр Ленсинг              |
| 2015      | ф  | Голливудские приключения            | Hollywood Adventures               | в роли самой себя         |
| 2015—2018 | с  | Пьяная история                      | Drunk History                      | разные персонажи          |
| 2017      | мс | Симпсоны                            | The Simpsons                       | Валери                    |
| 2017—2020 | мс | Большой рот                         | Big Mouth                          | Лиа Берч                  |
| 2018      | мс | Даллас и Робо                       | Dallas & Robo                      | Даллас Муншайнер          |
| 2018      | тф | Как мы можем тебя ненавидеть?       | How May We Hate You?               | Элли                      |
| 2019      | с  | Куколка                             | Dollface                           | Джулс Уайли               |
| 2021      | ф  | День Друзейдарения                  | Friendsgiving                      | Эбби                      |
| 2021      | с  | Ванда/Вижен                         | WandaVision                        | Дарси Льюис               |
| 2021      | мс | Что, если…?                         | What If...?                        | Дарси Льюис               |
| 2022      | ф  | Тор: Любовь и гром                  | Thor: Love and Thunder             | Дарси Льюис               |

## Награды и номинации
| Награда                | Год  | Категория                                         | Название работы                | Результат |
| ---------------------- | ---- | ------------------------------------------------- | ------------------------------ | --------- |
| Спутник                | 2008 | Лучшая женская роль в кинофильме                  | Будь моим парнем на пять минут | Номинация |
| MTV Movie & TV Awards  | 2009 | Лучший прорыв года                                | Будь моим парнем на пять минут | Номинация |
| Teen Choice Awards     | 2009 | Лучшая актриса: музыка/танцы                      | Будь моим парнем на пять минут | Номинация |
| People’s Choice Awards | 2014 | Любимая телевизионная команда (вместе с Бет Берс) | Две девицы на мели             | Номинация |